# Акты исторические
Акты исторические повна назва Акты исторические собранные и изданные Археографическою комиссиею (часте скорочення АИ) — серія документів з історії Росії видана Археографічною комісією в п’яти томах Санкт-Петербурзі в 1841-1843 роках. І том охоплює 1334-1598 роки, ІІ — 1598-1613, ІІІ — 1613-1645, IV — 1645-1676, V — 1676-1700. 
Акти містять цінні джерела з соціально-економічної, політичної, дипломатичної та військової історії. В Актах опубліковані окремі договірні грамоти великих та удільних князів XIV-XV століть, жалувані грамоти духовним та світським феодалам, накази воєводам та присавам, уставні грамоти, документи про збір державних доходів, пошук мідних та срібних руд та інші. В Актах історичних опубліковані Судебники 1497 та 1550 років, додаткові статті 1550-1582, 1588-1597, законодавчі акти першої половини XVII століття. Цікавими для вивчення політичної історії є джерела з історії Новгорода 1470-1471, справи про втечу в Литву рязанського князя Івана Івановича (1521) та архітектора П. Фрязіна (1539), заслання князя М. І. Воротинського (1564-1566), Романових (1601-1602 і 1605), а також послання царя Івана Грізного Максиму Греку та в Кирило-Білозерський монастир. Ряд документів присвячені колонізації Сибіру в кінці XVI-XVII сторіччях — експедиції Хабарова на Амур в 1649-1651, відрядженні до Китаю посольства Спафарія в 1675, торгівлі з Китаєм в кінці XVII століття. В Актах також надруковані матеріали про єресь жидівствуючих кінця XV століття, про М. Башкіна (середина XVI), уривок слідчої справи Разіна, документи про облогу Соловецького монастиря в 1674, про Стрілецьке повстання.Ряд документів присвячено історії російської православної церкви — послання східних патріархів, грамоти, повчання, грамоти патріарха Нікона 1653-1656 років, документи про розкольників. До Актів історичних є іменний та географічний покажчики видані в Санкт-Петербурзі в 1843 році.           